# Chawatzelet

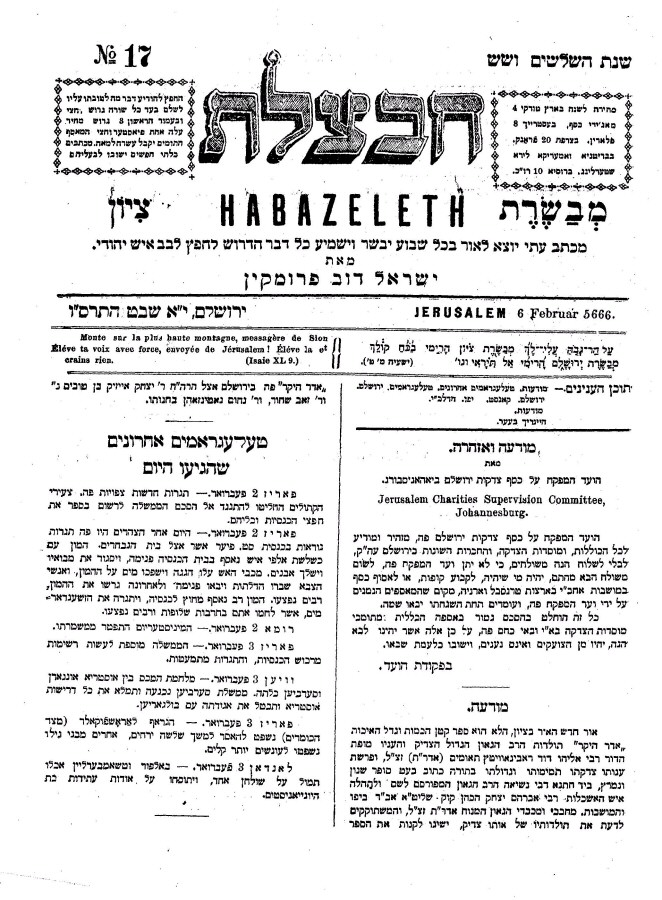
Ausgabe der Zeitung vom 5. Februar 1906

Die Chawazelet (hebräisch חֲבַצֶּלֶת Ḥaḇatzeleth, deutsch ‚Lilie‘) war eine hebräische Literaturzeitschrift, herausgegeben in den Jahren 1863 bis 1911 in Jerusalem.
Die Zeitschrift wurde von Israel Back gegründet und zwischen 1869 und 1911 von seinem Schwiegersohn Israel Dow Frumkin, einem Wegbereiter des hebräischen Journalismus, redaktionell geleitet. Beide waren chassidische Juden. Für die Zeitschrift arbeiteten auch Abraham Luncz sowie Elieser Ben-Jehuda, der als Vorreiter des modernen Hebräisch gilt, als Redaktionsassistent.
Chawatzelet ist auch der Name des herausgebenden Verlages sowie der Druckerei, die Zeitung sollte somit auch den Verlagsnamen bewerben. Die Druckerei befand sich im muslimischen Viertel der Jerusalemer Altstadt. Mit über 40 Jahren des Erscheinens hatte die Zeitschrift die bis dahin längste Herausgabedauer im Mutesarriflik Jerusalem und angrenzenden Gebieten der Levante, die in Europas und Amerikas christlicher Forschung und Reisetätigkeit unter der Bezeichnung Palästina zusammengefasst wurden. In Jerusalem wurde die Straße Rechov Chavatzelet nach der Zeitschrift benannt.